# Йохан Каспар фон Ампринген
Йохан Каспар фон Ампринген (на немски: Johann Caspar von Ampringen е четиридесет и осмият Велик магистър на рицарите от Тевтонския орден.
От 4 ноември 1682 г. до смъртта си той е главен губернатор (оберландесхауптман) на Силезия и едновременно херцог на Фройдентал.